# Rabal (Chandreja de Queija)
Rabal (llamada oficialmente Santa María de Rabal) es una parroquia y un lugar español del municipio de Chandreja de Queija, en la provincia de Orense, Galicia.

## Organización territorial
La parroquia está formada por cuatro entidades de población:
- Acevedo
- Garduñeira
- O Outeiro
- Rabal

## Demografía

### Parroquia
| Gráfica de evolución demográfica de Rabal (parroquia) entre 2000 y 2022 |
|                                                                         |
| Datos según el nomenclátor publicado por el INE.                        |

### Lugar
| Gráfica de evolución demográfica de Rabal (lugar) entre 2000 y 2022 |
|                                                                     |
| Datos según el nomenclátor publicado por el INE.                    |